# 胡錦濤訪港
胡錦濤訪港指香港特別行政區政府時代，中共中央總書記、國家主席、中央軍委主席胡錦濤曾經在1999年、2007年和2012年三次訪問香港。
1999年6月，中共中央政治局常委兼中央書記處書記、国家副主席胡锦涛首次訪問香港，他受中共中央委託出席慶祝香港回歸兩周年紀念活動。
2007年6月，胡锦涛第二次訪問香港，是他自2002年出任中共中央總書記後首次到訪香港，出席香港特別行政區成立十周年紀念活動。
2012年6月，胡锦涛任內第三次到香港訪問，出席香港特別行政區成立十五周年紀念活動。胡錦濤於6月29日下午乘專機抵達香港國際機場。由香港行政長官曾蔭權及候任行政長官梁振英迎接，另外有一批香港學生揮動五星紅旗和特區旗歡迎胡錦濤到訪。
當年香港警務處負責胡锦涛訪問的保安工作，與解放軍駐港部隊及新华社緊密聯繫，以免有人對領導人不利。
當時香港特區政府為此舉行多項活動以歡迎胡錦濤訪問，包括在維多利亞港放煙花。曾蔭權及新任行政長官梁振英陪同胡錦濤參加各項儀式。包括慶祝回歸15周年大會和香港特別行政區第四屆政府就職典禮等。
胡錦濤抵達香港後發表演說：「希望在2日內，能夠在香港多走走，多看一看，親身感受香港發展的進步，深入了解香港市民的生活和期盼。」